# Episodi de I viaggiatori (quinta stagione)
La quinta e ultima stagione della serie televisiva I viaggiatori, composta da 18 episodi, è stata trasmessa negli Stati Uniti da Syfy dall'11 giugno 1999 al 4 febbraio 2000.
In Italia è andata in onda su Duel TV dal 13 novembre 2001 al 27 novembre 2001.
| nº | Titolo originale             | Titolo italiano         | Prima TV USA      | Prima TV Italia  |
| -- | ---------------------------- | ----------------------- | ----------------- | ---------------- |
| 1  | The Unstuck Man              | Il doppio di Quinn      | 11 giugno 1999    | 13 novembre 2001 |
| 2  | Applied Physics              | Fisica applicata        | 18 giugno 1999    | 4 gennaio 2002   |
| 3  | Strangers and Comrades       | In prima linea          | 25 giugno 1999    | 18 novembre 2001 |
| 4  | The Great Work               | I custodi del sapere    | 9 luglio 1999     | 15 novembre 2001 |
| 5  | New Gods for Old             | Acqua miracolosa        | 16 luglio 1999    | 19 novembre 2001 |
| 6  | Please Press One             | Il Grande Fratello      | 23 luglio 1999    | 17 novembre 2001 |
| 7  | A Current Affair             | L'amante del Presidente | 30 luglio 1999    | 4 gennaio 2002   |
| 8  | Java Jive                    | Traffico illegale       | 6 agosto 1999     | 16 novembre 2001 |
| 9  | The Return of Maggie Beckett | Missione su Marte       | 13 agosto 1999    | 21 novembre 2001 |
| 10 | Easy Slider                  | Oltre ogni limite       | 20 agosto 1999    | 22 novembre 2001 |
| 11 | Requiem                      | Requiem                 | 10 settembre 1999 | 3 gennaio 2002   |
| 12 | Map of the Mind              | La mappa della mente    | 17 settembre 1999 | 20 novembre 2001 |
| 13 | A Thousand Deaths            | Un migliaio di morti    | 24 settembre 1999 | 24 novembre 2001 |
| 14 | Heavy Metal                  | Pirati                  | 1º ottobre 1999   | 23 novembre 2001 |
| 15 | To Catch a Slider            | Un mondo quasi ideale   | 14 gennaio 2000   | 25 novembre 2001 |
| 16 | Dust                         | Polvere                 | 21 gennaio 2000   | 26 novembre 2001 |
| 17 | Eye of the Storm             | Nell'occhio del ciclone | 28 gennaio 2000   | 14 novembre 2001 |
| 18 | The Seer                     | Il veggente             | 4 febbraio 2000   | 27 novembre 2001 |

## Il doppio di Quinn
- Titolo originale: The Unstack Man
- Diretto da: Guy Magar
- Scritto da: Keith Damron e David Peckinbah (soggetto); Chris Black e Bill Dial (sceneggiatura)

### Trama
Uno scienziato di nome Oberon Geiger usa Colin, Quinn e il doppio di Quinn come cavie di un esperimento volto a combinare persone e mondi paralleli.

## Fisica applicata
- Titolo originale: Applied Physics
- Diretto da: David R. Eagle
- Scritto da: Chris Black

### Trama
Diana Davis da poco unita al gruppo di viaggiatori cerca di separare Quinn dal suo doppio, nel frattempo quest'ultimo sperimenta violenti flashback della vita di Quinn.

## In prima linea
- Titolo originale: Strangers and Comrades
- Diretto da: Richard Compton
- Scritto da: Keith Damron

### Trama
I viaggiatori atterrano in una landa desolata e sono costretti a partecipare ad una battaglia senza fine con i Kromagg.

## I custodi del sapere
- Titolo originale: The Great Work
- Diretto da: Reza Badiyi
- Scritto da: Robert Masello

### Trama
I viaggiatori cercano l'assistenza di un monaco solitario che in seguito si rifiuta di lasciarli andare.

## Acqua miracolosa
- Titolo originale: New Gods for Old
- Diretto da: Richard Compton
- Scritto da: David Gerrold

### Trama
Mallory in seguito a un colpo inferto da un raggio laser rimane paralizzato e ottiene aiuto da parte di un gruppo di guaritori spirituali.

## Il Grande Fratello
- Titolo originale: Please Press One
- Diretto da: Paul Lynch
- Scritto da: William Bigelow

### Trama
In un mondo dominato da un unico conglomerato globale, Maggie viene rapita.

## L'amante del Presidente
- Titolo originale: A Current Affair
- Diretto da: David R. Eagle
- Scritto da: Steven Soliar

### Trama
Un tabloid diffonde la notizia che il Presidente degli Stati Uniti Jefferson Williams ha una relazione con Maggie.

## Traffico illegale
- Titolo originale: The Java Jive
- Diretto da: Jeff Woolnough
- Scritto da: Jennifer McGinnis e Janet Saunders

### Trama
I viaggiatori arrivano in un mondo dove la caffeina è illegale.

## Missione su Marte
- Titolo originale: The Return of Maggie Beckett
- Diretto da: Peter Ellis
- Scritto da: Chris Black

### Trama
Atterrati in un nuovo mondo, Maggie è scambiata per la sua controparte, un'astronauta scomparsa durante una missione nello spazio e a causa di questo viene rapita da un gruppo di complottisti.

## Oltre ogni limite
- Titolo originale: Easy Slider
- Diretto da: David Peckinpah
- Scritto da: Jennifer McGinnis e Janet Saunders (soggetto); Tim Burns (sceneggiatura)

### Trama
In un mondo dove i veicoli a benzina sono illegali a causa dell'inquinamento che generano, Mallory diventa amico di un gruppo di motociclisti.

## Requiem
- Titolo originale: Requiem
- Diretto da: Paul Lynch
- Scritto da: Michael Reaves

### Trama
Rembrandt riceve una richiesta di aiuto sotto forma di visione da parte di Wade, questo porterà lui e gli altri viaggiatori in un altro mondo dominato dai Kromagg e a scoprire le sorti di Wade.

## La mappa della mente
- Titolo originale: Map of the Mind
- Diretto da: Paul Raimondi
- Scritto da: Robert Masello

### Trama
Diana e Mallory si ritrovano in trappola in un istituto mentale.

## Un migliaio di morti
- Titolo originale: A Thousand Deaths
- Diretto da: David Peckinpah
- Scritto da: Keith Damron

### Trama
I viaggiatori arrivano in un mondo dove la popolazione locale partecipa a simulazioni mortali di giochi.

## Pirati
- Titolo originale: Heavy Metal
- Diretto da: Guy Magar
- Scritto da: Chris Black

### Trama
I viaggiatori escono dal vortice nel mezzo dell'oceano e sono costretti ad unirsi in un gruppo di pirati che si sta dirigendo in California.

## Un mondo quasi ideale
- Titolo originale: To Catch a Slider
- Diretto da: Peter Ellis
- Scritto da: Chris Black (soggetto); Bill Dial (sceneggiatura)

### Trama
I viaggiatori devono trovare una gemma per riparare il malfunzionamento del timer.

## Polvere
- Titolo originale: Dust
- Diretto da: Reynaldo Villalobos
- Scritto da: Chris Black (soggetto); Tim Burns e Bill Dial (sceneggiatura)

### Trama
Il gruppo atterra in un mondo che secoli prima ha avuto una catastrofe, lì Rembrandt scoprirà di essere considerato come una divinità e ritroverà una vecchia amica.

## Nell'occhio del ciclone
- Titolo originale: Eye of the Storm
- Diretto da: David Peckinpah
- Scritto da: Eric Morris (soggetto); Chris Black (sceneggiatura)

### Trama
Il gruppo ritrova per l'ultima volta Oberon Geiger in un mondo colpito dalla sua ultima invenzione, lì lo scienziato rivela che sarebbe in grado di separare Mallory dal suo doppio Quinn.

## Il veggente
- Titolo originale: The Seer
- Diretto da: Paul Cajero
- Scritto da: Keith Damron

### Trama
I viaggiatori arrivano in un mondo dove esiste uno show televisivo basato sulle loro avventure, lì un veggente prevede il loro destino e cioè che moriranno nel loro prossimo salto e questo lo porta ad implorare il gruppo di rimanere. In seguito il loro timer viene distrutto e ciò li porta a cercare un altro modo per riprendere i loro viaggi. Alla fine Rembrandt si inietta un campione di sangue contenente un virus capace di uccidere i Kromagg e sarà solo lui ad effettuare il salto a rischio della vita, mentre il resto del team rimasto lì si domanda sulle sorti del loro amico.